# سيجوربي
إشكرب أو شبرب واسمها اللاتيني سيجوربي (بالإسبانية: Segorbe)‏، هي إحدى بلديات مقاطعة قسطلونة التي تقع في منطقة بلنسية، في شرق إسبانيا.
يبلغ عدد سكانها 8.730 نسمة وفقاً لإحصائية سنة (2006).

## أعلام
- فرانسيسك فيسنت